# Weiderichgewächse
Die Weiderichgewächse (Lythraceae), auch Blutweiderichgewächse, bilden eine Pflanzenfamilie in der Ordnung der Myrtenartigen (Myrtales). Die Blutweideriche zusammen mit dem Sumpfquendel und der Wassernuss sind die einzigen in Mitteleuropa vorkommenden Arten dieser Pflanzenfamilie. Die ältesten Fossilfunde, die der Familie Lythraceae zugeordnet werden, sind Samen aus der Kreide Mexikos und aus dem Paläozän Südenglands, außerdem wurden fossile Früchte, Blätter und Pollen gefunden.

## Beschreibung

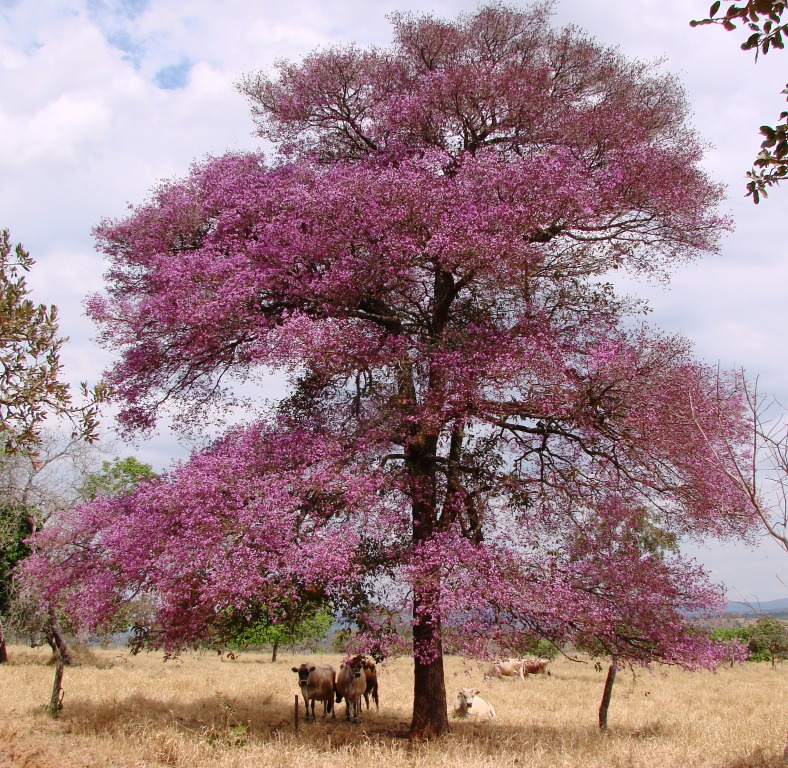
Physocalymma scaberrimum

### Erscheinungsbild und Blätter
In den gemäßigten Gebieten handelt es sich um einjährige bis ausdauernde krautige Pflanzen; das sind die meisten Arten. Seltener, dies ist nur in den Tropen der Fall, gibt es verholzende Taxa, die als Sträucher und Bäume wachsen. Die jungen Zweige sind oft vierkantig.
Die Laubblätter sind meistens gegenständig, seltener sind sie wechselständig und schraubig oder wirtelig angeordnet. Die einfachen Blattspreiten sind fiedernervig und besitzen meist einen  ganzen Rand. Nebenblätter fehlen oder sind nur klein.

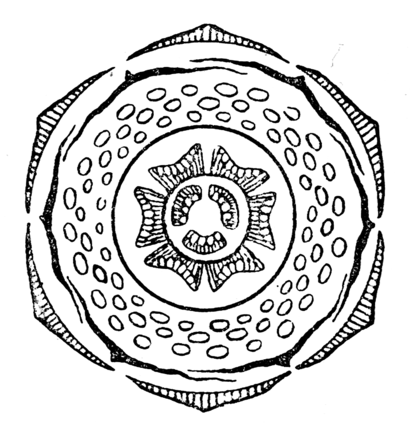
Blütendiagramm von Punica granatum

### Blütenstände und Blüten
Die Blüten stehen einzeln oder in achsel- oder endständigen zymösen, traubigen, rispigen Blütenständen oder in Scheinquirlen.
Die zwittrigen Blüten sind radiärsymmetrisch bis zygomorph und besitzen meist eine doppelte Blütenhülle (Perianth). Oft ist ein Hypanthium vorhanden. Die Anzahl der Blütenorgane in den einzelnen Blütenblattkreisen ist bei dieser Familie sehr variabel - 3- bis 16-zählig. Es kann ein Nebenkelch vorhanden sein. Die häutigen bis dick ledrigen Kelchblätter sind meist verwachsen und oft haltbar. Die freien Kronblätter sind oft zerknittert und können genagelt sein; selten fehlen sie. Es sind (4 bis) 8 bis 16 (bis 100) freie, fertile Staubblätter vorhanden. Meist zwei bis vier (selten bis sechs) Fruchtblätter sind zu einem synkarpen, unterständigen bis oberständigen (siehe Unterfamilien), zwei- bis sechs- oder mehrkammerigen Fruchtknoten verwachsen. Je Fruchtknotenkammer sind viele Samenanlagen in zentralwinkelständiger Plazentation vorhanden. Heterostylie kommt hier häufig vor. Der Griffel endet in einer kopfigen, konisch-schildförmigen oder punktförmigen Narbe.

### Früchte und Samen
Es werden meist ledrige Kapselfrüchte gebildet, die sich meist bei Reife öffnen. Seltener werden beerenartige Früchte gebildet. Die Früchte werden meist teilweise bis vollständig von den haltbaren Blütenhüllblättern eingehüllt. Die Früchte enthalten meist viele Samen. Die nur selten geflügelten Samen enthalten kein Endosperm und  besitzen einen geraden Embryo mit zwei flachen oder zusammengerollten Keimblättern (Kotyledone).

### Chromosomen
Die Chromosomen besitzen eine Länge von 1 bis 4 µm. Die Chromosomengrundzahl beträgt x = meist 8 (5 bis 11). Es ist oft Polyploidie nachgewiesen.

## Ökologie
Die Bestäubung erfolgt durch Insekten (Entomophilie).

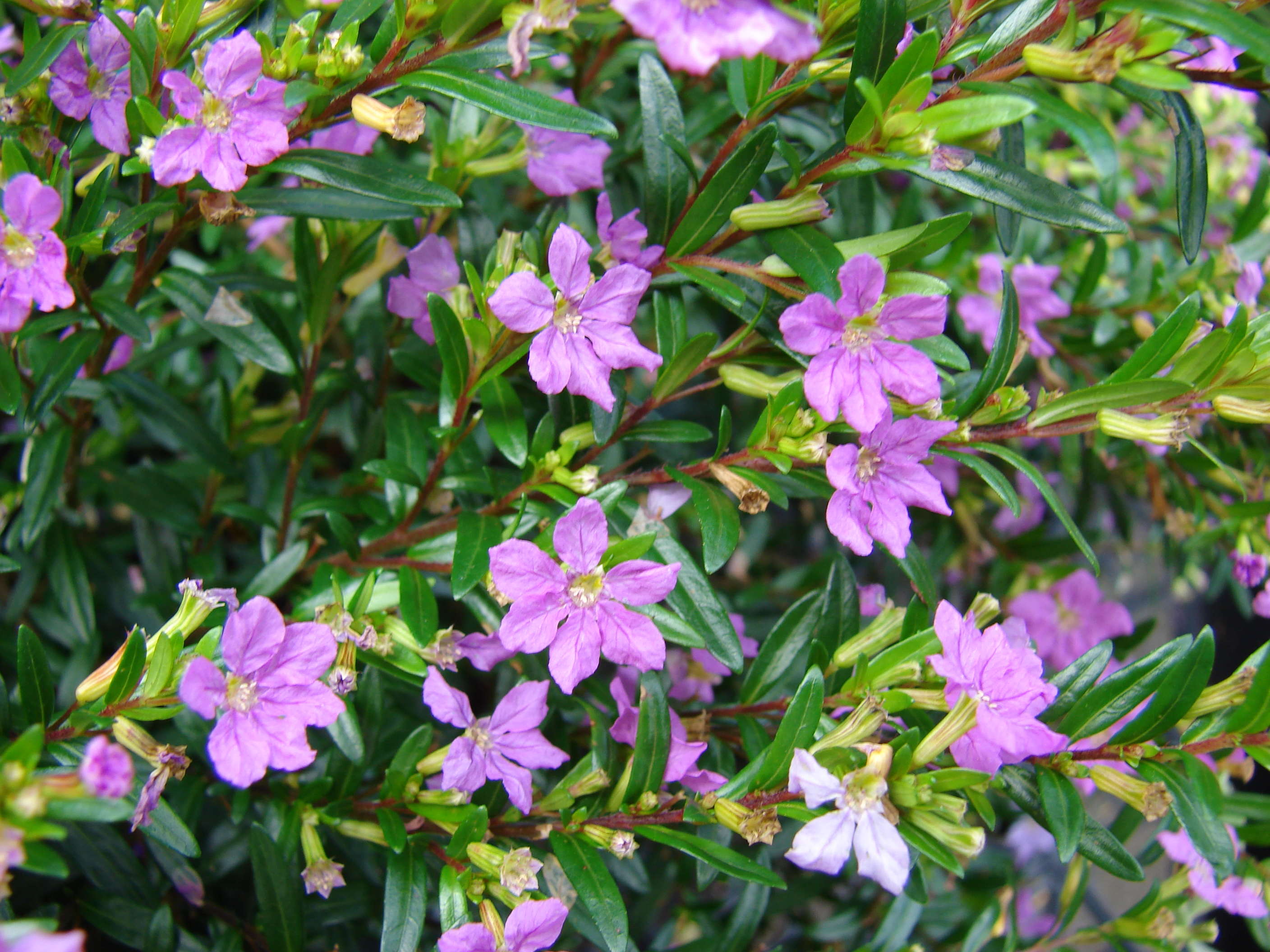
Unterfamilie Lythroideae: Cuphea hyssopifolia

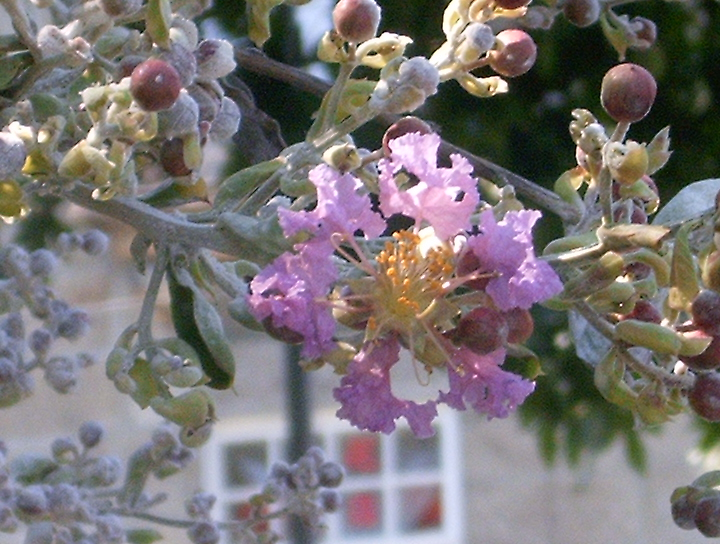
Unterfamilie Lythroideae: Lagerstroemia indica

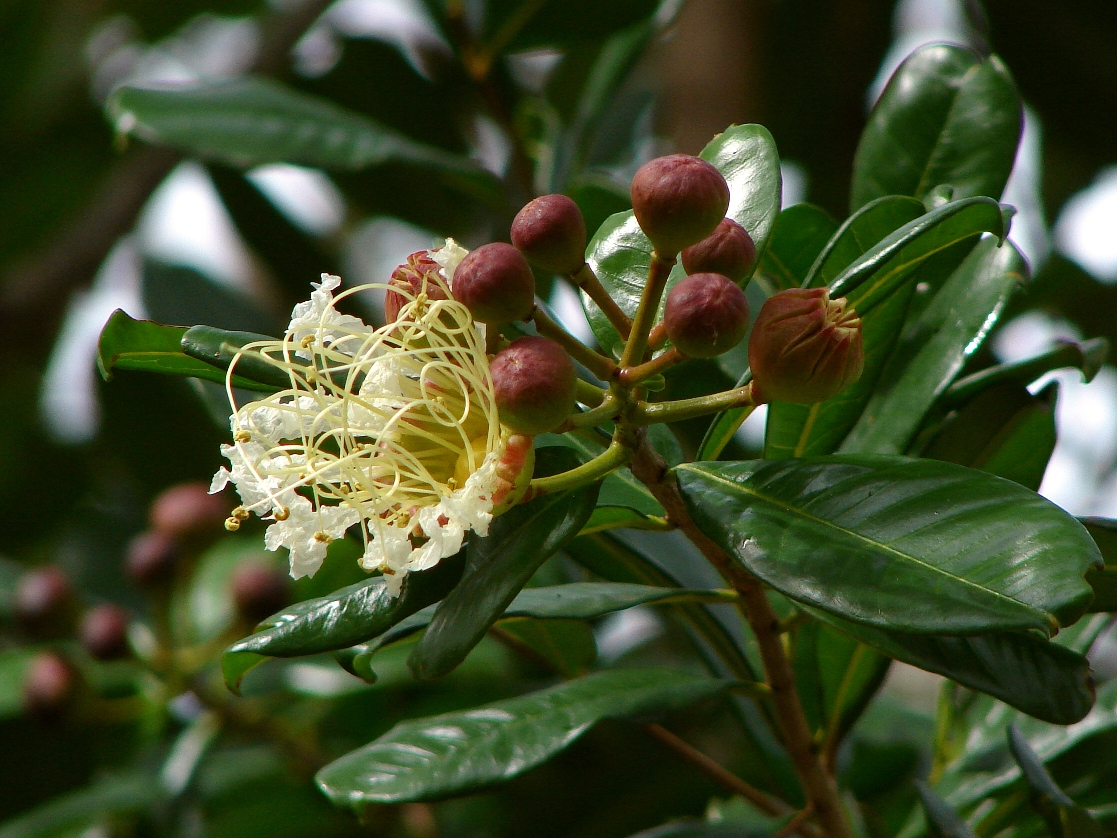
Unterfamilie Lythroideae: Lafoensia pacari

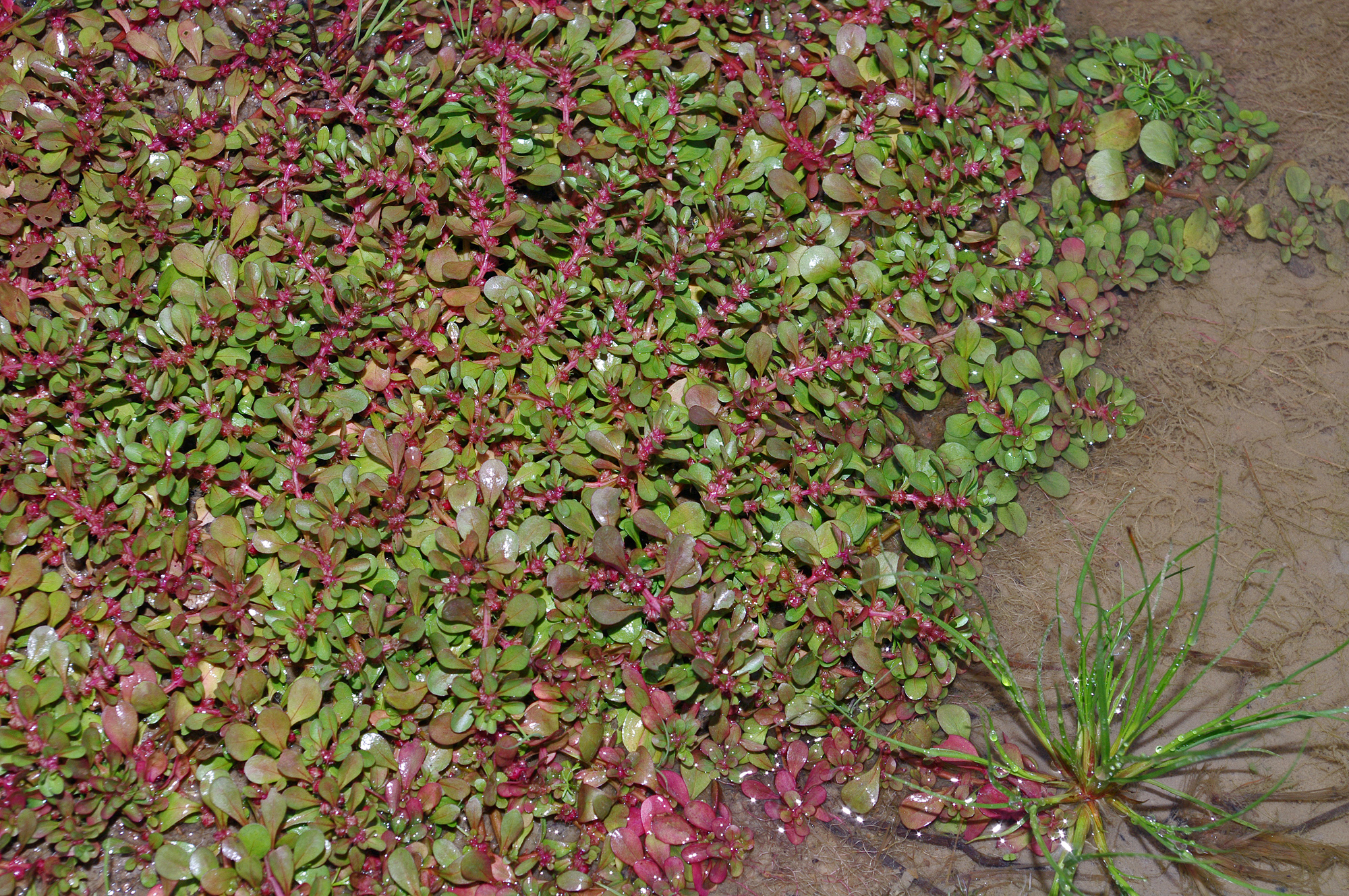
Unterfamilie Lythroideae: Sumpfquendel (Lythrum portula)

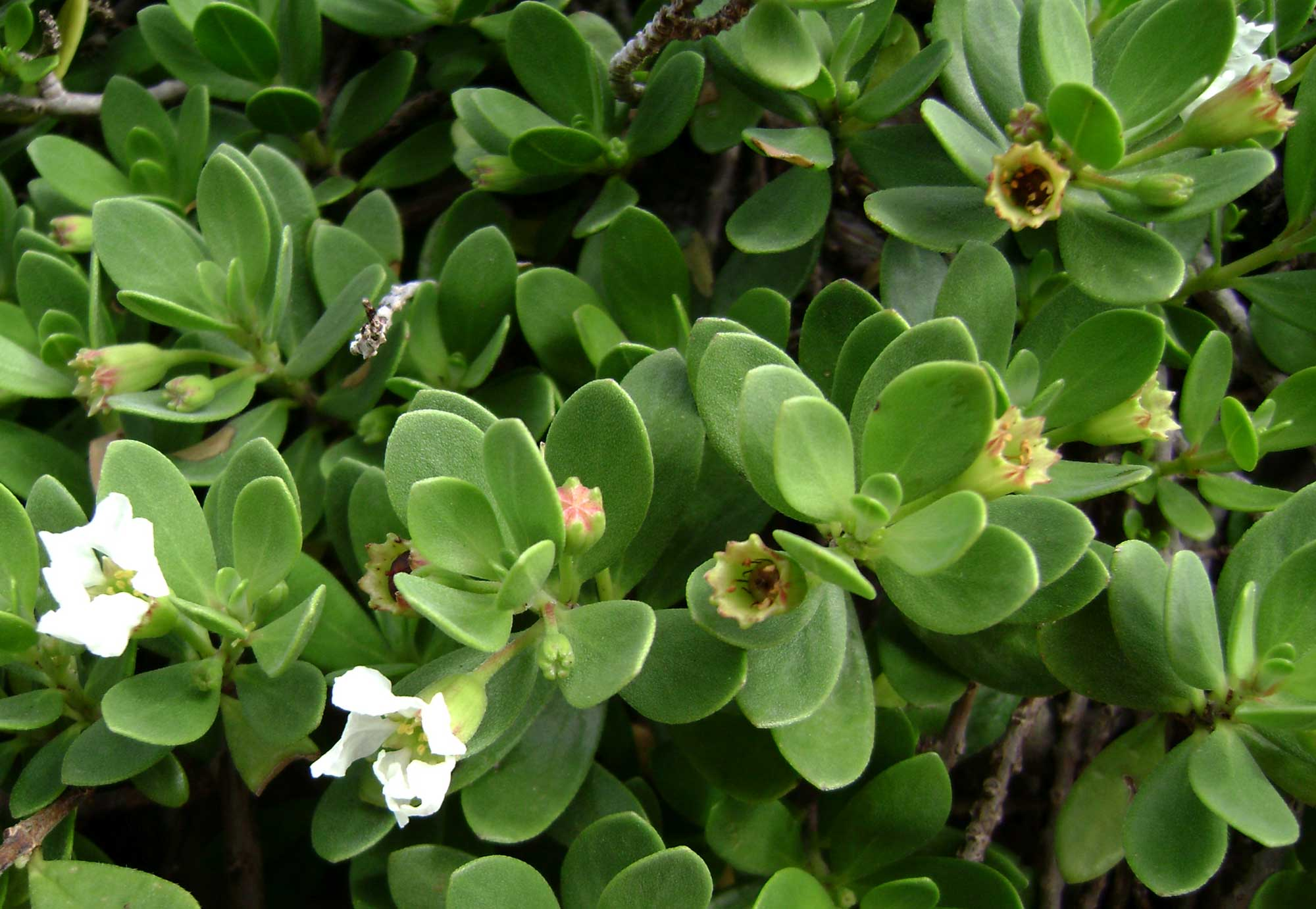
Unterfamilie Lythroideae: Pemphis acidula

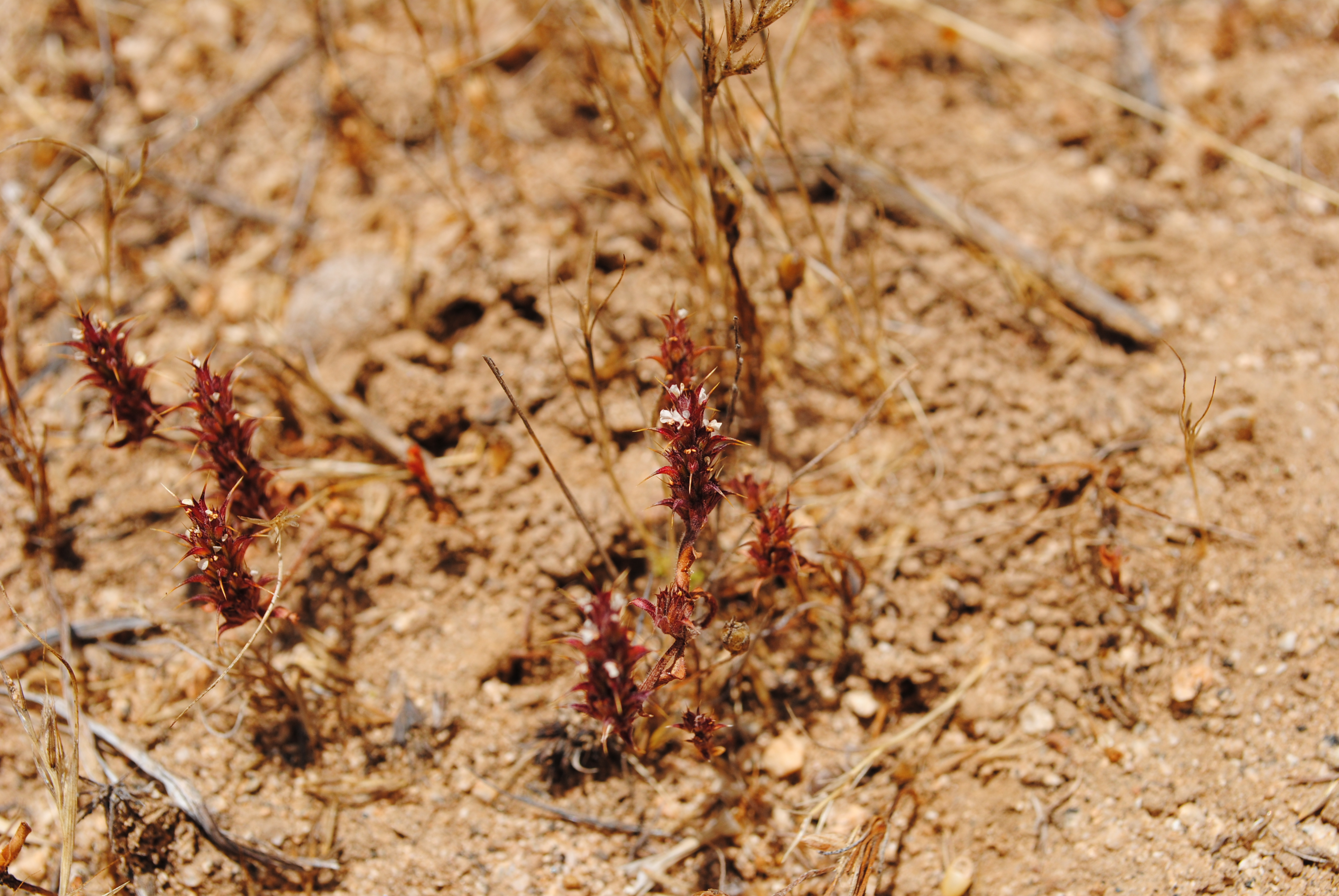
Unterfamilie Lythroideae: Pleurophora pusilla

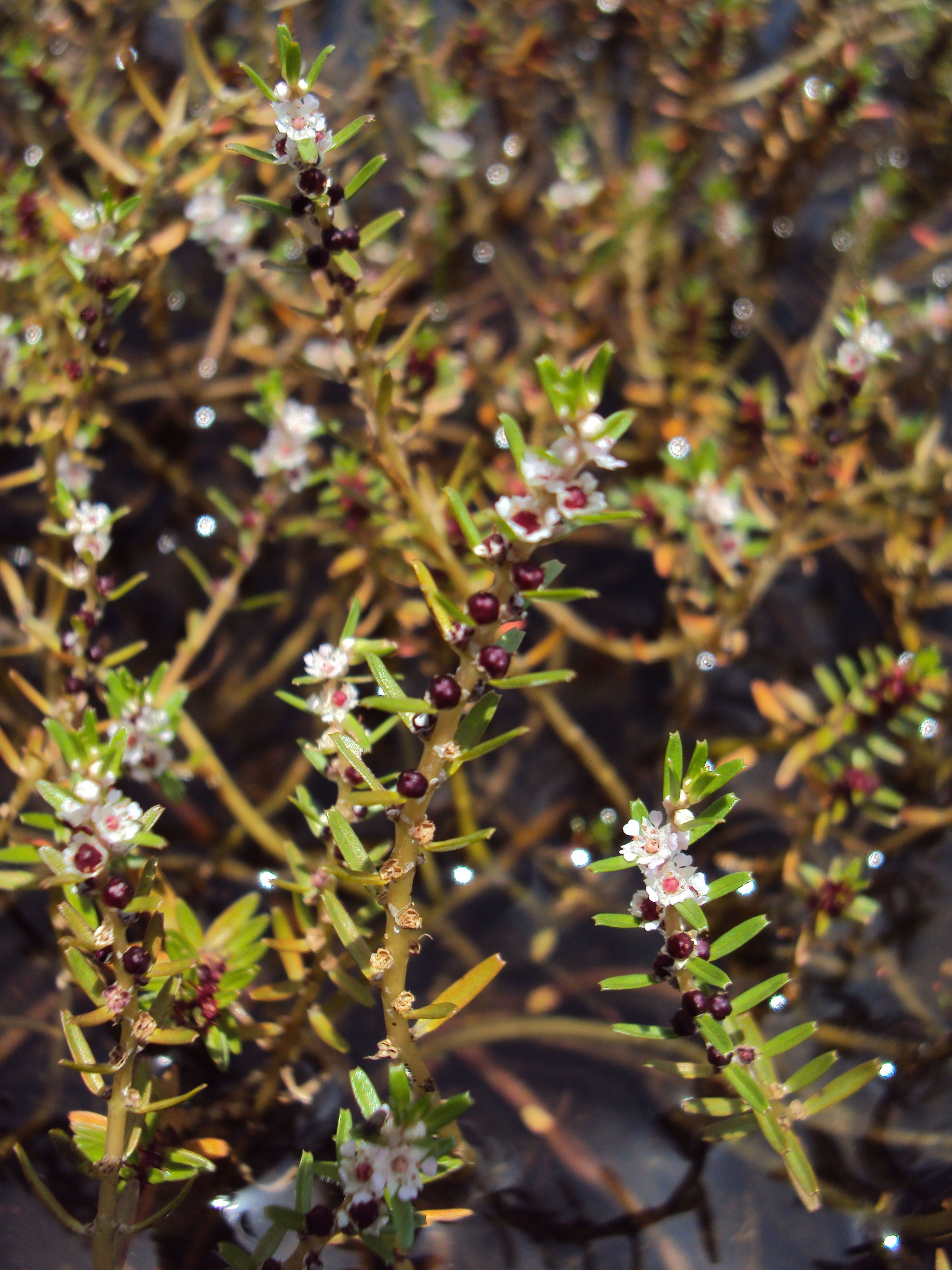
Unterfamilie Lythroideae: Rotala malabarica

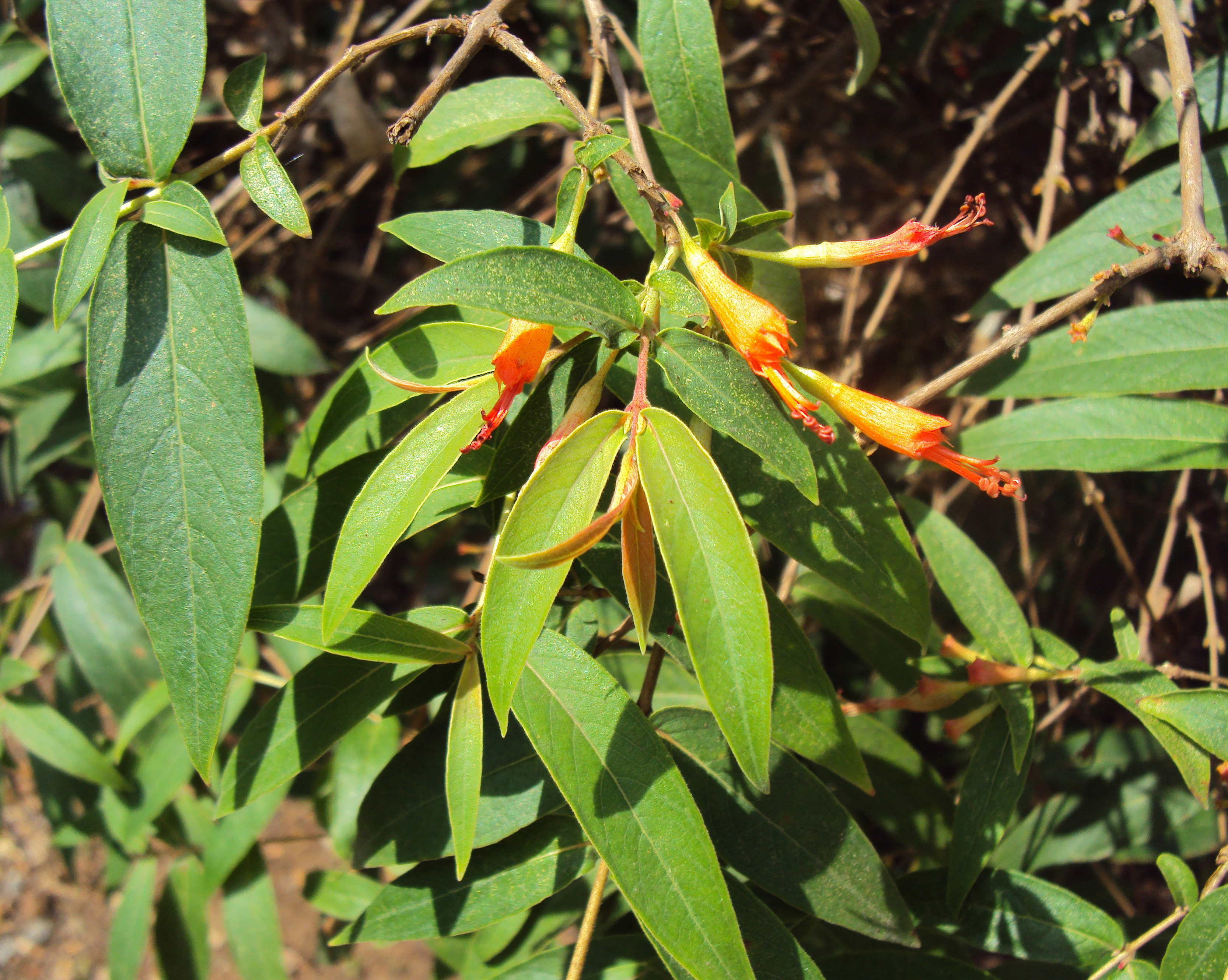
Unterfamilie Lythroideae: Woodfordia fruticosa

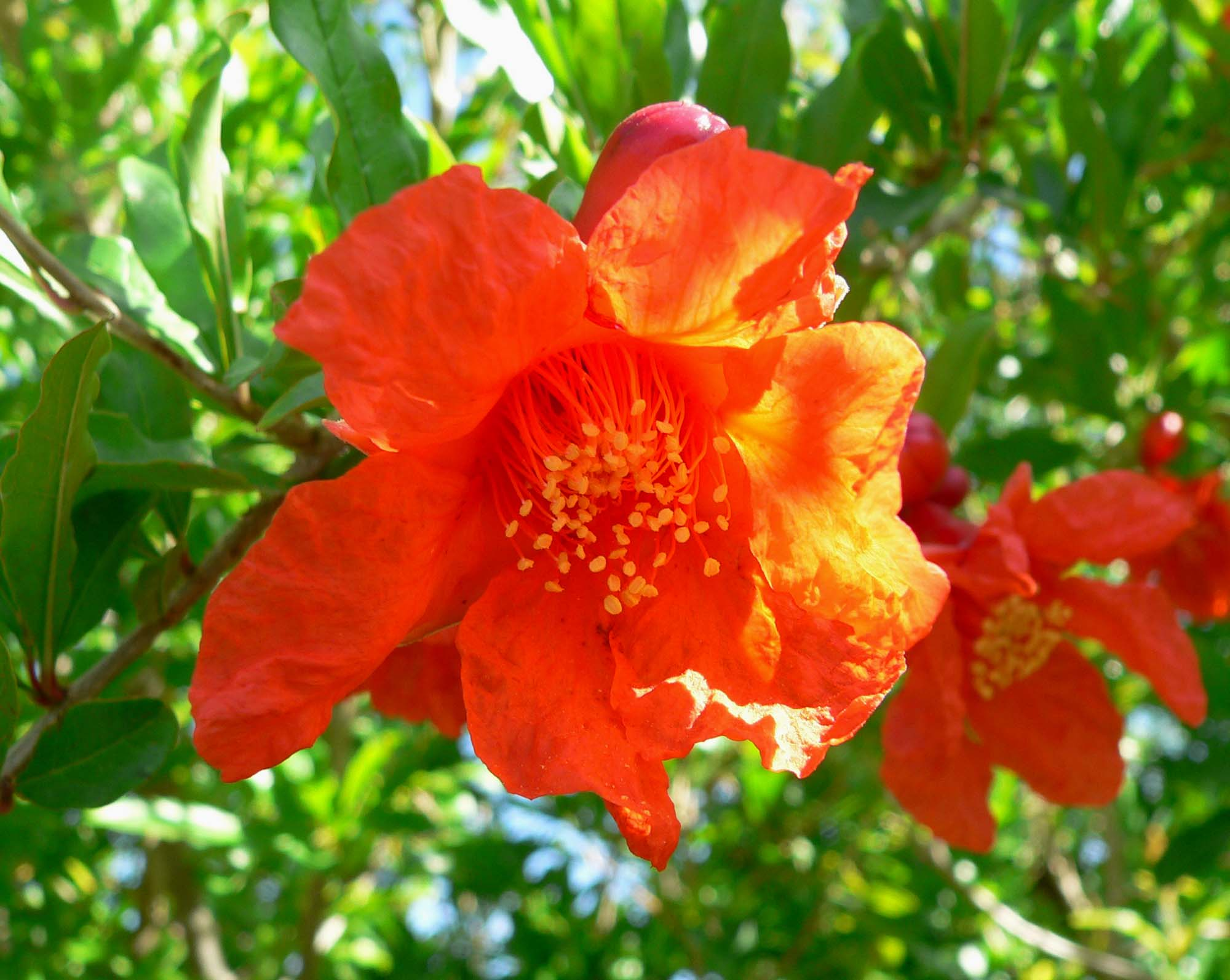
Unterfamilie Punicoideae: Blüte des Granatapfels (Punica granatum)

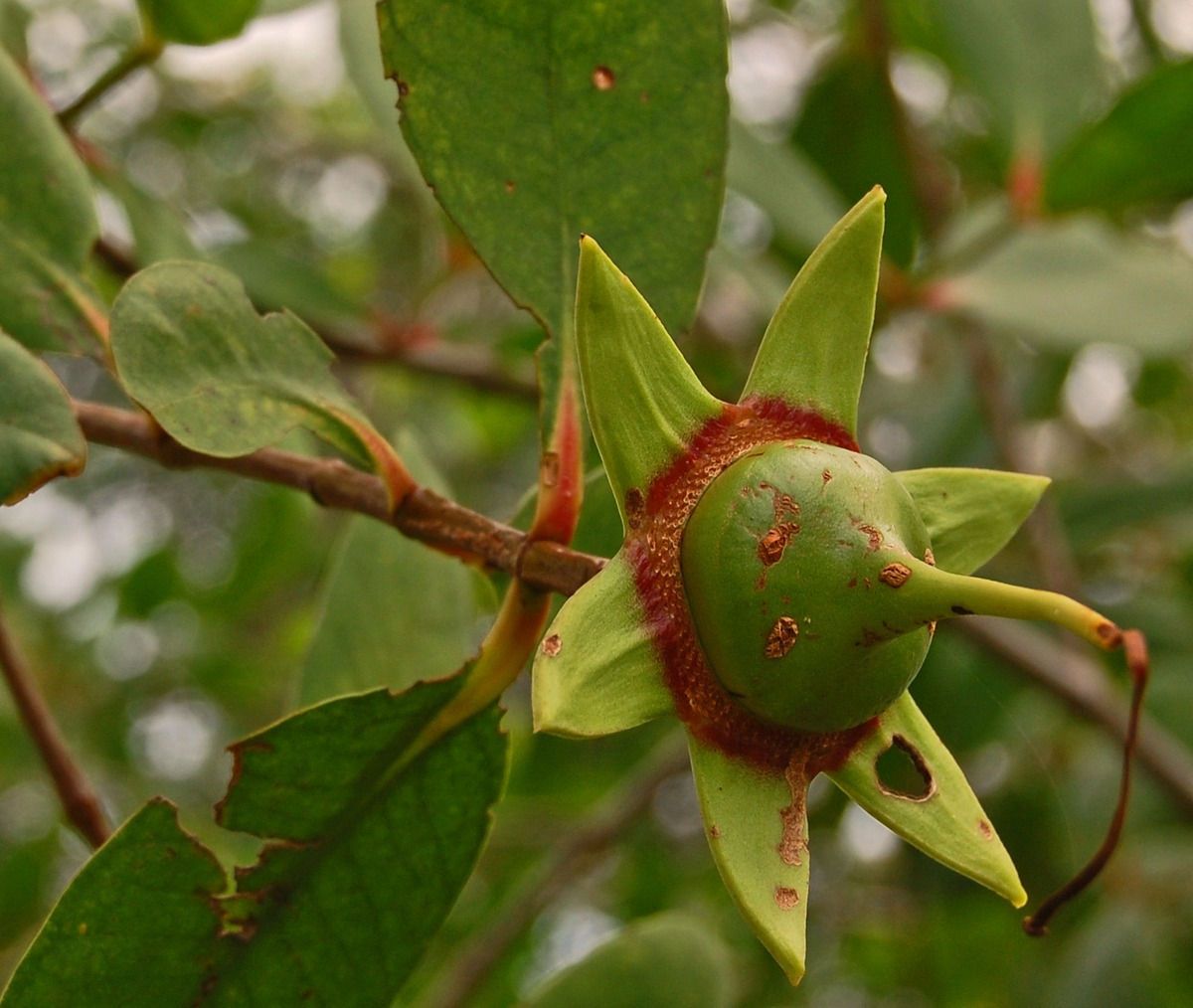
Unterfamilie Sonneratioideae: Sonneratia caseolaris

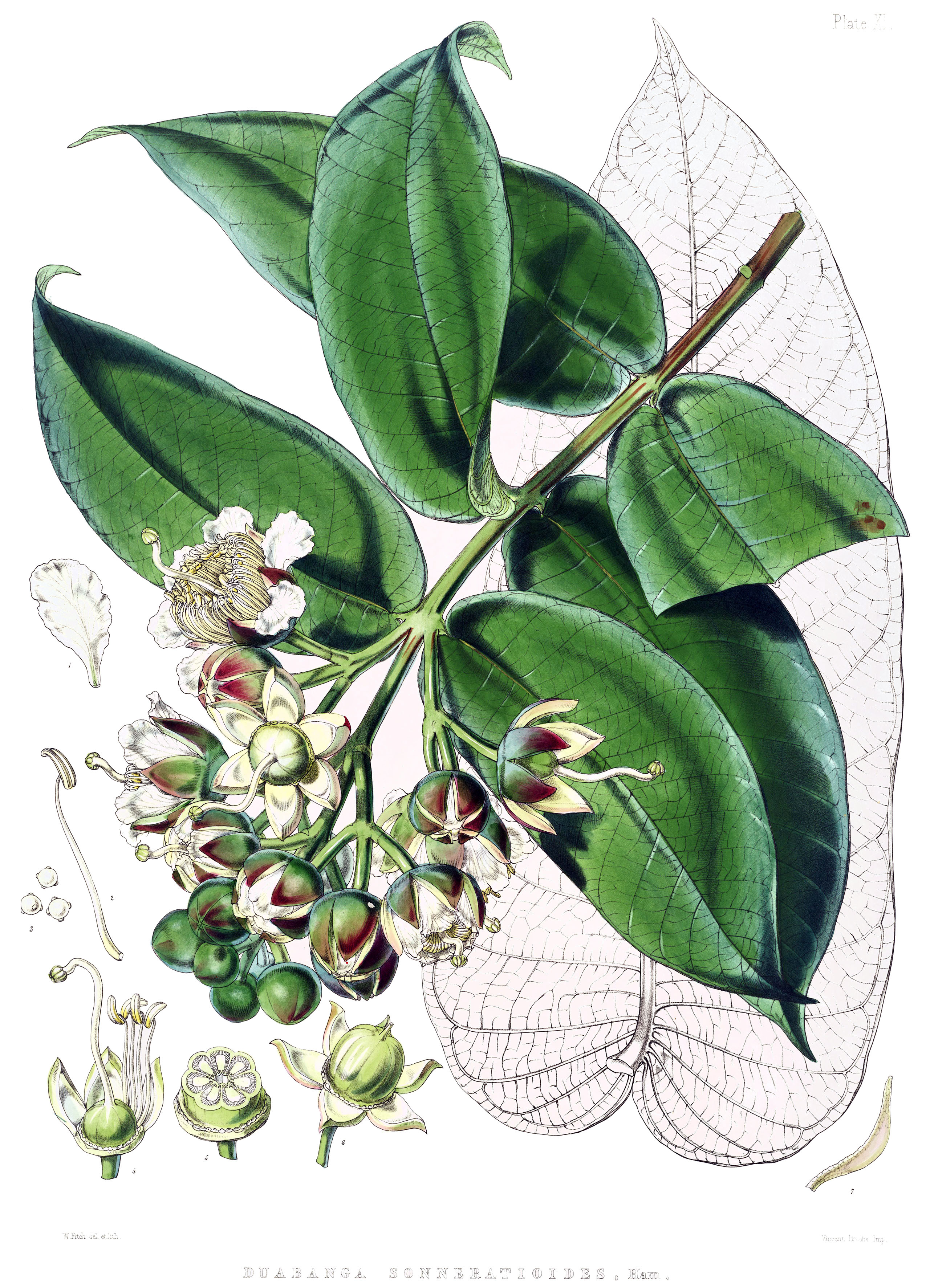
Unterfamilie Duabangoideae: Illustration von Duabanga grandiflora

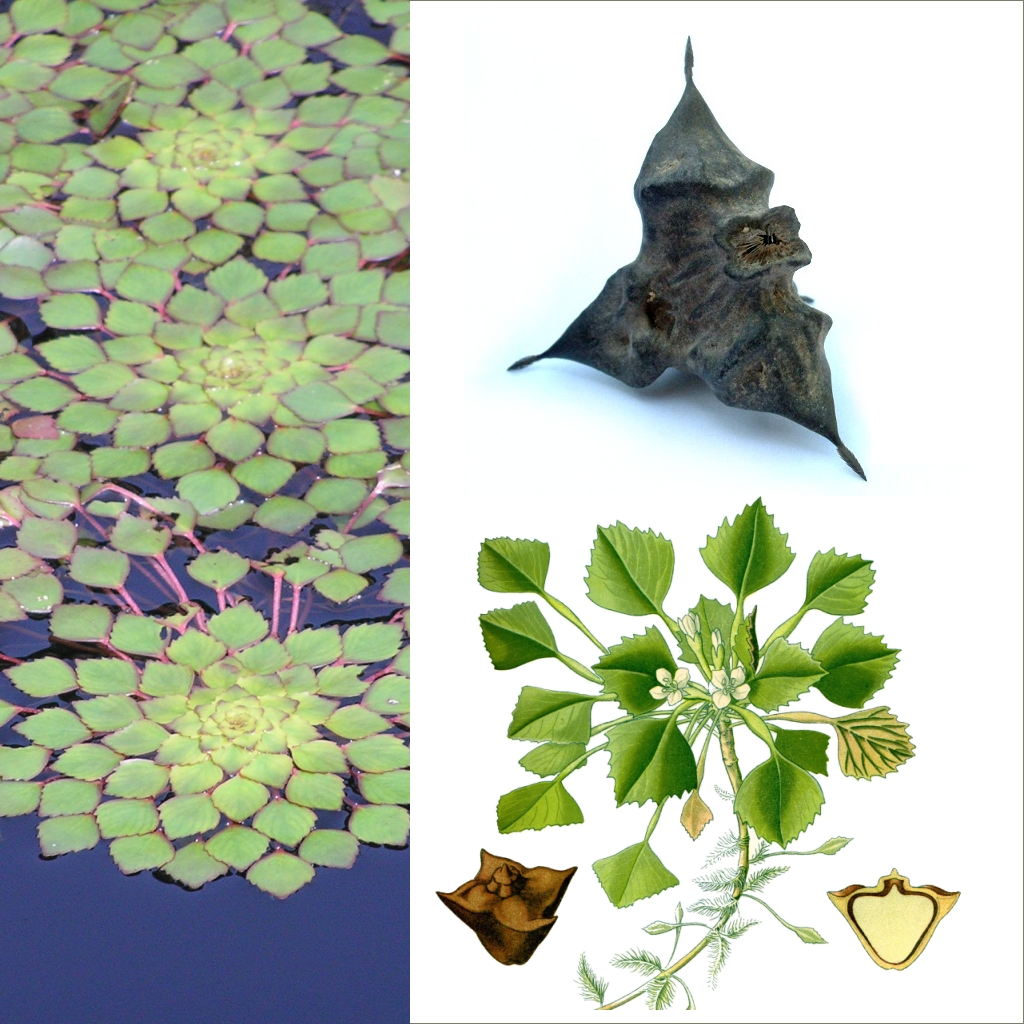
Unterfamilie Trapoideae: Wassernuss (Trapa natans)

## Systematik und Verbreitung
Die Familie Lythraceae wurde 1805 durch Jaume Saint-Hilaire in Exposition des Familles Naturelles, 2, S. 175 aufgestellt. Typusgattung ist Lythrum L. Synonyme für Lythraceae J.St.-Hil. sind: Ammanniaceae Horaninow, Blattiaceae Niedenzu, Duabangaceae Takhtajan, Lagerstroemiaceae J.Agardh, Lawsoniaceae J.Agardh, Punicaceae Horan., Sonneratiaceae Engler und Trapaceae Dum.
Sie kommen weitverbreitet in tropischen und subtropischen Gebieten der Welt vor, einige Arten sind in den gemäßigten Zonen verbreitet.
Die Familie Lythraceae s. l. wird seit Graham et al. 2005 in fünf Unterfamilien und etwa 31 Gattungen gegliedert mit 620 bis 650 Arten:
- Unterfamilie Lythroideae Juss. ex Arn. = Lythraceae s. str.: Der Fruchtknoten ist oberständig. Sie enthält etwa 28 Gattungen:
  - Adenaria Kunth: Sie enthält nur eine Art:
    - Adenaria floribunda Kunth: Sie ist in Mittel- und Südamerika weitverbreitet.

  - Cognakpflanzen (Ammannia L., Syn.: Ameletia DC., Ammannella Miq., Chrysolyga Willd. ex Steud., Cornelia Ard., Cryptotheca Blume, Diplostemon DC. ex Miq., Ditheca Miq., Eutelia R.Br. ex DC., Hapalocarpum Miq., Hionanthera A.Fern. & Diniz, Hoshiarpuria Hajra, P.Daniel & Philcox, Hydrolythrum Hook. f., Nesaea Comm. ex Kunth, Nesoea Wight, Nexilis Raf., Ronconia Raf., Tolypeuma E.Mey., Trotula Comm. ex DC.): Die seit 2013 über 100 Arten sind in den Tropen und Subtropen der Alten und Neuen Welt verbreitet,[3] darunter:
    - Große Cognakpflanze (Ammannia gracilis Guill. & Perr.)

  - Capuronia Lour.: Sie enthält nur eine Art:
    - Capuronia madagascariensis Lour.: Sie kommt in Madagaskar in trockenen bis subariden Gebieten nur in den Provinzen Antsiranana, Mahajanga und Toliara vor.

  - Crenea Aubl.: Die nur zwei Arten sind in der Neuen Welt verbreitet.
  - Köcherblümchen (Cuphea Adans. ex P.Br.): Die etwa 240 Arten sind in der Neuen Welt weitverbreitet, aber keine Art kommt in Kanada vor. Die Blüten sind zygomorph.
  - Decodon J.F.Gmelin: Sie enthält wohl nur eine Art:
    - Quirlblättriger Wasserweiderich (Decodon verticillatus (L.) Elliott): Er ist in Kanada und in den USA verbreitet.

  - Didiplis Raf.: Sie enthält nur eine Art:
    - Amerikanischer Bachburgel (Didiplis diandra (Nutt. ex DC.) A.W.Wood): Er ist in den USA verbreitet.

  - Diplusodon Pohl: Die etwa 85 Arten sind in der Neuen Welt verbreitet.
  - Galpinia N.E.Br.: Sie enthält nur eine Art:
    - Galpinia transvaalica N.E.Br.: Sie kommt nur im Transvaal vor.

  - Ginoria Jacq. (inklusive Haitia Urb.): Die etwa 15 Arten sind auf den Großen Antillen und in Mexiko beheimatet.[4]:
    - Ginoria americana Jacq.: Die Heimat ist Kuba.
    - Ginoria arborea Britton: Die Heimat ist Kuba.
    - Ginoria buchii (Urb.) S.A.Graham: Die Heimat ist Hispaniola.
    - Ginoria callosa O.C.Schmidt: Die Heimat ist Hispaniola.
    - Ginoria curvispina Koehne: Die Heimat ist Kuba.
    - Ginoria ginorioides (Griseb.) Britton: Die Heimat ist Kuba.
    - Ginoria glabra Griseb.: Die Heimat ist Kuba.
    - Ginoria jimenezii Alain: Die Heimat ist Hispaniola.
    - Ginoria koehneana Urb.: Die Heimat ist Kuba.
    - Ginoria lanceolata O.C.Schmidt: Die Heimat ist Hispaniola.
    - Ginoria nudiflora (Hemsl.) Koehne: Es ist die einzige mexikanische Art.
    - Ginoria pulchra (Ekman & O.C.Schmidt) S.A.Graham: Die Heimat ist Hispaniola.
    - Ginoria rohrii (Vahl) Koehne: Die Heimat ist Puerto Rico und die Virgin Islands.

  - Heimia Link & Otto: Die Blüten dieser Sträucher sind sechszählig. Die drei Arten sind in der Neotropis verbreitet:
    - Heimia montana (Griseb.) Lillo
    - Heimia myrtifolia Cham. & Schltdl.
    - Sinicuichi (Heimia salicifolia (H.B.K.) Link & Otto): Aus den Blättern wird der „Sinicuiche-Trank“ hergestellt.

  - Hionanthera A.Fern. & Diniz: Die bis zur vier Arten kommen in Afrika vor.
  - Koehneria S.A.Graham, Tobe & Baas: Sie enthält nur eine Art:
    - Koehneria madagascariensis (Baker) S.A.Graham, Tobe & Baas: Sie kommt nur auf Madagaskar vor.

  - Lafoensia Vand.: Die etwa fünf Arten sind in Mittel- und Südamerika weitverbreitet.
  - Lagerströmien (Lagerstroemia L.): Die etwa 55 Arten sind vom tropischen und subtropischen Asien bis Australien und nach Norden bis Japan verbreitet. In China kommen 15 Arten vor, acht davon nur dort. Es sind Sträucher oder Bäume.
  - Lawsonia: Sie enthält nur eine Art:
    - Hennastrauch (Lawsonia inermis L., Syn.: Lawsonia alba Lam., Lawsonia spinosa L.): Die Blüten dieses Strauches sind vierzählig. Die Heimat ist Afrika, Indien, Sri Lanka, Pakistan, die Komoren und Seychellen.

  - Lourtella S.A.Graham et al.: Sie enthält nur eine Art:
    - Lourtella resinosa S.A.Graham, Baas & Tobe: Sie kommt in Peru und Bolivien vor.

  - Blutweideriche (Lythrum L.): Die (15 bis) etwa 35 Arten sind weltweit in vielen Klimazonen verbreitet, nur etwa 2 Arten kommen in der Neuen Welt (beispielsweise in Chile) vor.
  - Nesaea Comm. ex Kunth: Die (25 bis 55) etwa 50 Arten sind hauptsächlich in der Alten Welt verbreitet, nur etwa 3 Arten kommen in der Neuen Welt vor.
  - Pehria Sprague: Sie enthält nur eine Art:
    - Pehria compacta (Rusby) Sprague: Sie ist in Mittel- und Südamerika weitverbreitet.

  - Pemphis J.R.Forster & G.Forster: Sie enthält nur eine Art:
    - Pemphis acidula J.R.Forster & G.Forster: Sie ist vom östlichen Afrika, den Maskarenen, Malediven, Indien, Südostasien bis nach Taiwan, den Ryūkyū-Inseln und ins nördliche und westliche Australien bis Neuguinea und nach Poly-, Melanesien verbreitet. Es ist ein Strauch bis kleiner Baum.

  - Peplis L.: Sie enthält nur eine Art:
    - Peplis alternifolia M.Bieb.: Sie ist hauptsächlich in Europa verbreitet, kommt aber beispielsweise auch in China vor.

  - Physocalymma Pohl: Sie enthält nur eine Art:
    - Physocalymma scaberrimum Pohl: Sie kommt in der Neuen Welt vor.

  - Pleurophora Don.: Die etwa sechs Arten sind in der Neuen Welt verbreitet.
  - Rotala L.: Die (24 bis 50) etwa 44 Arten sind in den tropischen bis gemäßigten Gebieten der Alten Welt weitverbreitet, nur zwei Arten kommen in der Neuen Welt vor.
  - Tetrataxis Hook.f.: Sie enthält nur eine Art:
    - Tetrataxis salicifolia (Thouars ex Tul.) Baker: Sie kommt auf Madagaskar vor.

  - Woodfordia Salisb.: Sie enthält nur zwei Arten:
    - Woodfordia fruticosa (L.) Kurz: Die Heimat ist Südostasien einschließlich China.
    - Woodfordia uniflora (A.Rich.) Koehne: Sie ist in Afrika und auf der Arabischen Halbinsel verbreitet.
- Unterfamilie Punicoideae (Horan.) S.A.Graham, Thorne & Reveal (Syn.: Punicaceae): Der Fruchtknoten ist unterständig. Mit nur einer Gattung und nur zwei Arten:
  - Granatäpfel (Punica L.): Von den nur zwei Arten ist die eine in Eurasien verbreitet und wird in vielen Ländern kultiviert, die andere Art ist ein Endemit der Insel Sokotra.
    - Granatapfel (Punica granatum L.)
    - Sokotra-Granatapfel (Punica protopunica Balf.f.)
- Unterfamilie Sonneratioideae (Engl. & Gilg) S.A.Graham, Thorne & Reveal (Syn.: Sonneratiaceae): Der Fruchtknoten ist ober- bis halbunterständig. Sie enthält nur eine Gattung:
  - Sonneratia L.f.: Die (vier bis) etwa neun immergrünen Baumarten gedeihen in pazifischen Mangroven-Wäldern von Ostafrika bis Indo-Malesien, Australien, Neuguinea und auf den westlichen Pazifischen Inseln. Darunter:
    - Sonneratia alba Sm.
- Unterfamilie Duabangoideae (Takht.) S.A.Graham, Thorne & Reveal (Syn.: Duabangaceae): Der Fruchtknoten ist unterständig. Mit nur einer Gattung:
  - Duabanga Buchanan-Hamilton: Die zwei bis drei Baumarten gedeihen in Immergrünen Regenwäldern Südostasiens:
    - Duabanga grandiflora (Roxb. ex DC.) Walp. (Syn.: Duabanga sonneratioides Buch.-Ham.): Das Holz wird genutzt. Sie kommt vom östlichen Himalaja bis zum südlichen Yunnan und der Malaiischen Halbinsel vor.
    - Duabanga moluccana Blume
    - Duabanga × taylorii Jayaweera
- Unterfamilie Trapoideae Voigt (Syn.: Trapaceae): Der Fruchtknoten ist unterständig. Mit nur einer Gattung:
  - Trapa L.: Sie enthält nur zwei Arten, viele veröffentlichte Artnamen sind nur Synonyme von Trapa natans L.:[5]
    - Trapa incisa Sieb. & Zucc. (Syn.: Trapa maximowiczii Korshinsky): Sie ist in Asien von Indien, Laos, Thailand, China, Vietnam, Korea, Russlands Fernen Osten, Japan, Malaysia bis Indonesien verbreitet.
    - Wassernuss (Trapa natans L., es gibt sehr viele Synonyme): Sie ist in Eurasien und Afrika weitverbreitet. In Australien und Nordamerika ist sie ein Neophyt. Sie wird in vielen Ländern angebaut.

## Nutzung
Unter den Weiderichgewächsen kommen einige Farbstoff liefernde Pflanzenarten vor. Bekannteste Art ist der Hennastrauch (Lawsonia inermis), aus dem Henna gewonnen wird. Weitere Beispiele sind Woodfordia fruticosa, deren Blätter rote Farbe liefern. Aus Rinde und Holz einiger Lafoensia-Arten werden gelbe Farbstoffe erzeugt.
Der Granatapfel liefert Obst und wird als Zierpflanze verwendet. Die Früchte der Wassernuss werden in Ostasien, Malaysia und Indien als Gemüse gegessen. Von Lythrum portula werden die Blätter roh oder gegart gegessen. Von Ammannia multiflora werden die Samen gemahlen und zum Backen von Kuchen verwendet. Aus den Samen von Cuphea viscosissima kann Öl als Speiseöl oder für die kosmetische Industrie gewonnen werden.
Wertvolle Holzlieferanten aus der Familie sind Brasilianisches Rosenholz (Physocalymma scaberrimum), Guayacan (Lafoensia speciosa) und verschiedene Baumarten der Gattung der Lagerströmien (Lagerstroemia).
Als Zierbäume in warmen Klimazonen werden Chinesische Lagerströmie (Lagerstroemia indica), Hennastrauch (Lawsonia inermis) und Woodfordia fruticosa angepflanzt. Als Zierpflanzen sind Cuphea-Arten, beispielsweise die Zigarettenfuchsie (Cuphea ignea) zu nennen.
In der Aquaristik werden gleichfalls wenige Arten verwendet. Im Aquarium bewährt haben sich unter anderem Bachburgel und Cognakpflanze sowie Rotala macrandra und Rotala indica, diese Arten gelten jedoch auch als anspruchsvoll. Leichter zu halten ist Rotala rotundifolia („Rundblättrige Rotala“).
Gewöhnlicher Blutweiderich, Lagerstroemia indica und Heimia salicifolia sind Heilpflanzen.